# Zephyranthes arenicola
Zephyranthes arenicola là một loài thực vật có hoa trong họ Amaryllidaceae. Loài này được Brandegee miêu tả khoa học đầu tiên năm 1889.